# Neue Rheinische Zeitung. Politisch-ökonomische Revue

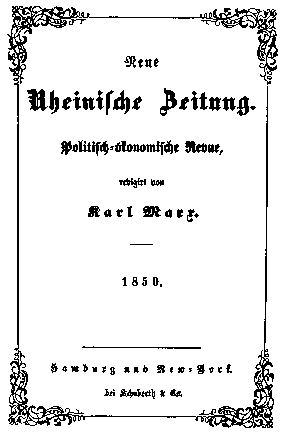
Neue Rheinische Zeitung. Politisch-ökonomische Revue. Hamburg 1850

Die Neue Rheinische Zeitung. Politisch-ökonomische Revue (NRhZ Revue) war eine von Karl Marx 1850 in Hamburg  herausgegebene Monatszeitschrift, die als Fortsetzung der Neuen Rheinischen Zeitung dienen sollte. Alle Hefte wurden von Karl Marx redigiert. Garant war Conrad Schramm. Die Zeitschrift wurde von der Hamburger Firma Schuberth & Co. in Kommission vertrieben.

## Druck und Vertrieb
Nachdem die Neue Rheinische Zeitung am 19. Mai 1849 unterdrückt wurde und Marx aus den preußischen Staaten als Ausländer ausgewiesen worden war, versuchte er diese Zeitung fortzusetzen. So schrieb die „Westdeutsche Zeitung“ am 17. Oktober 1849: „Aus London geht uns die Nachricht zu, daß Dr. Marx binnen Kurzem eine politisch-ökononische Revue herausgeben wird.“ Der Name der Zeitung stand für Marx fest: „Nur unter altem Namen auftreten. Régle générale“. Als Verleger konnte das Bundesmitglied Theodor Hagen den Hamburger Verleger Julius Schuberth und dessen Verlag Schuberth & Co. gewinnen.
Obwohl das erste Heft erst verspätet im März 1850 erschien, plante Marx schon im Januar die Zeitschrift „in eine 14tägige- und Wochenschrift und, je nach den Verhältnissen, wieder in eine tägliche Zeitung“ umzuwandeln. Fast gleichzeitig, 17. Februar 1850, informierte der Berliner Polizeipräsident Hinckeldey den preußischen Innenminister Manteuffel darüber, dass „der bekannte Marx“ die Neue Rheinische Zeitung. Politisch-ökonomische Revue in Hamburg herausgeben werde und dass der „berüchtigte Karl Schramm“ Garant dieser Zeitschrift sei, und wie man die Zeitschrift der ‚Umsturzpartei‘ unterdrücken könne. Den Druck des ersten Heftes besorgte J. E. M. Köhler, die der anderen Hefte H. G. Voigt in Wandsbek. Heft 2 erschien um den 4. März, Heft 3 um den 11. April, Heft 4 um den 20. Mai und das letzte Heft 5/6 erst im November 1850. Die NRhZ Revue fand Abonnenten und Buchhändler in Frankfurt am Main, Köln, Genf, Düsseldorf, Bielefeld, Barmen, Zürich und anderen Orten. Von den drei ersten Heften wurden 2500 Stück, von den anderen ca. 2000 Stück gedruckt.
Ankündigungen und Rezensionen erschienen in den Zeitungen: Westdeutsche Zeitung, Neues Hamburger Journal, Der Freischütz, Hornisse, Trier'sche Zeitung und anderen. Otto Lüning, Ludwig Simon und Adolph Strodtmann setzten sich ausführlich mit Artikeln dieser Zeitschrift auseinander.
Die in dieser Zeitschrift veröffentlichten Artikel von Marx und Engels stellen eine Reaktion auf die Niederlage der europäischen Revolution von 1848/49 dar. Sie werteten die politische  und militärische Niederlage aus und sahen z. B. in den amerikanischen Goldfunden ein Ende der Wirtschaftskrise und eine Stabilisierung der ökonomischen Verhältnisse.

## Inhalt
- Erstes Heft – Januar 1850

1848–1849. Die Juniniederlage 1848. Von Karl Marx (Bekannt unter dem Titel: Die Klassenkämpfe in Frankreich 1848 bis 1850)
Die Deutsche Reichsverfassungs-Campagne. I. Rheinpreußen. II. Karlsruhe. Von Friedrich Engels
Österreichische und preußische Parteien in Baden. Von Blind
- Zweites Heft – Februar 1850

1848–1849. – II. Der 13. Juni 1849. Von Karl Marx
Die deutsche Reichsverfassungs-Campagne. III. Die Pfalz.  Von Friedrich Engels
Literatur.
I. Daumer, die Religion des neuen Weltalters
II. L. Simon (von Trier), ein Wort des Rechts für alle Reichsverfassungskämpfer
III. Guizot, Pourquoi la Révolution d'Angleterre a-t-elle reussi?
Revue
- Drittes Heft – März 1850

1848–1849. – III. Folgen des 13. Juni 1849. Von Karl Marx
Die deutsche Reichsverfassungs-Campagne. IV. Für die Republik zu sterben!. Von Friedrich Engels
- Viertes Heft – April 1850

Jambes. Von Louis Ménard
Die englische Zehnstundenbill. Von Friedrich Engels
Literatur
I. Latter-Day Pamphlets. Edited by Thomas Carlyle. No. 1. The Present time. No. 2. Model Prison. – London 1850
II. Les Conspirateurs, par A. Chenu, ex-capitaine des gardes du citoyen Caussidiȩre, – Les sociétes secrétes; la préfecture de police sous Caussidére; les corps-francs. – Paris 1850
III. Le Socialisme et l'implot. Par Emile Giradin. Paris 1850
Revue
Vermischtes
Louis Napoleon und Fould
Gottfried Kinkel
Nachträgliches aus dem Reich. Von Wilhelm Wolff
- Fünftes und Sechstes Heft – Mai bis Oktober 1850

Der deutsche Bauernkrieg. Von Friedrich Engels
Socialistische und kommunistische Literatur
Die Schneiderei in London oder der Kampf des großen und des kleinen Capitals. Von J. G. Eccarius
Revue

## Nachdrucke
- Neue Rheinische Zeitung. Politisch-ökonomische Revue. Redigiert von Karl Marx. Eingeleitet von Karl Bittel. Rütten & Loening, Berlin 1956 (Mit einem eingeklebten Titelblatt. Originalgetreuer Nachdruck)
- Neue Rheinische Zeitung. Politisch-ökonomische Revue. Zentralantiquariat der DDR, Leipzig 1982

### Teilnachdrucke
- Die Klassenkämpfe in Frankreich 1848 bis 1850. von Karl Marx. Abdruck aus der „Neuen Rheinischen-Zeitung. Politisch-ökonomische Revue“. Hamburg 1850. Mit einer Einleitung von Friedrich Engels. Verlag der Expedition des „Vorwärts“, Berliner Volksblatt (Th. Glocke), Berlin 1895
- Der deutsche Bauernkrieg. Von Friedrich Engels. In: Der Volksstaat. Leipzig vom 2. April 1870 (Nr. 27) bis 15. Oktober 1870 (Nr. 83)
- Der deutsche Bauernkrieg. Von Friedrich Engels. Zweiter, mit einer Einleitung versehener Abdruck. Verlag der Expedition des ‚Volksstaates‘ (F. Thiele), Leipzig 1870
- Der deutsche Bauernkrieg. Von Friedrich Engels. Dritter Abdruck. Verlag der Genossenschaftsdruckerei, Leipzig 1875

## Autoren
- Karl Marx – Chefredakteur
- Friedrich Engels
- Karl Blind
- Wilhelm Wolff
- Johann Georg Eccarius
- Louis Ménard